# Gustaf W. Cronquist

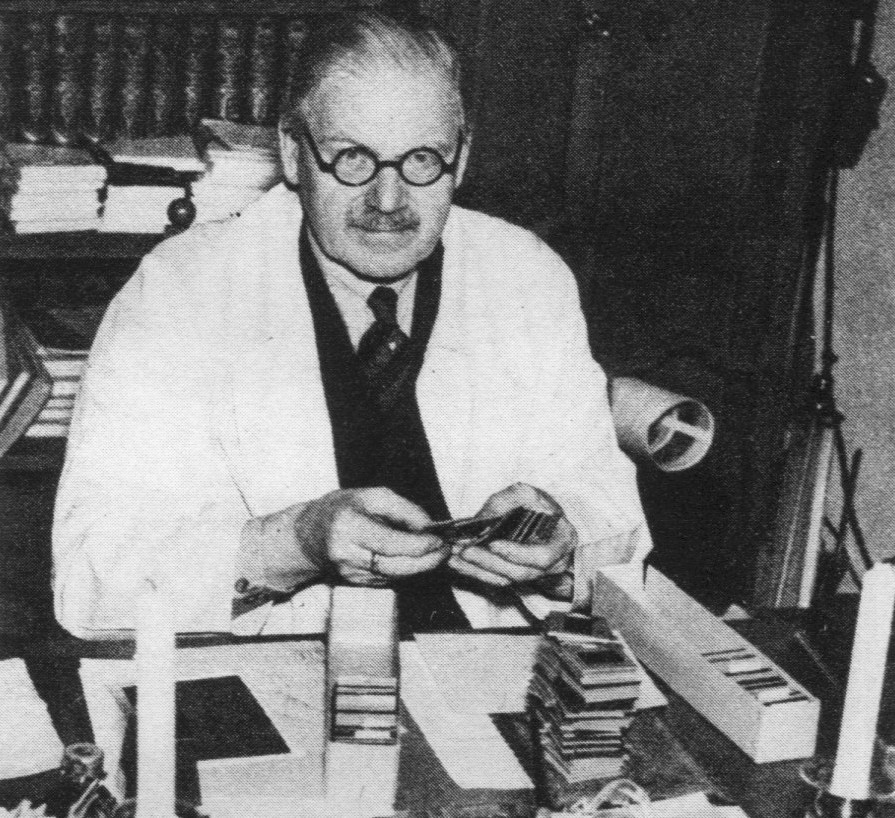
Gustaf W. Cronquist 1939.

Gustaf Wernersson Cronquist (* 8. September 1878 in Stockholm; † 1967 ebenda) war ein schwedischer Amateurfotograf, der durch seine zahlreichen Farbfotografien von Stockholm bekannt wurde.

## Biografie
Cronquist war der Sohn des Professors Werner Cronquist und dessen Frau Mathilda (geborene Hoffstedt). Nach seinem Examen als Chemieingenieur an der Königlich Technischen Hochschule in Stockholm im Jahr 1900, arbeitete er zunächst als Chemiker in der Zement- und Ziegelindustrie unter anderem in der Zementfabrik Klagshamn, oder bei der Rhenania AG in Bendorf. 1927 wurde er Abteilungsleiter der Werbefirma Gumælius annonsbyrå, dort blieb er bis zu seiner Pensionierung.
Cronquists große Passion war die Fotografie, besonders die Farbfotografie, wobei ihm sein Hintergrund als Chemiker behilflich war. Seine ersten Farbaufnahmen auf Autochromplatten machte er schon 1908. 1927 gab er eine kleine Schrift heraus mit dem Titel Farbe in der Stadt, hier machte er auf die Bedeutung der Farbe im Stadtbild aufmerksam. In seinen Motiven erscheinen oft Studien von Fassaden und Neubauten, aber vor allen Dingen von Alltagssituationen hauptsächlich in Stockholm aber auch im übrigen Schweden. Von seiner Wohnung aus hatte er einen guten Überblick über die Altstadt, Gamla stan, Slussen und Stockholms Hafeneinfahrt. Hier sind viele seiner Stockholm-Bilder entstanden.
Anfang der 1930er Jahre verwendete er Agfas neuen Agfacolor-Film, der noch nach dem Kornrasterverfahren arbeitete. Als dann 1935 der Kodachrome-Film auf den Markt kam, fotografierte er hauptsächlich mit diesem und ließ ihn sich aus den USA schicken. Zum Entwickeln und kopieren musste der Film anfangs noch zurückgeschickt werden.
Diesen Übergang im fotografischen Material sieht man klar in Cronquists Bildern und diese werden somit zu einem Dokument über die technische Entwicklung der Farbfotografie im 20. Jahrhundert. Die Autochrome-Fotografien hatten ein deutliches Korn und erforderten lange Belichtungszeiten, was oft zu Bewegungsunschärfe führte. Kodaks neuer Diafilm hatte eine höhere Auflösung und war schnell. Aber die weichen, gesättigten Farben und das deutliche Korn, das seinen frühen Bildern einen künstlerischen Anstrich gab, das hatte der neue Film nicht, was er selbst bedauerte.
Cronquist engagierte sich auch für die Fotografie im Allgemeinen. 1914 fragte er in einer Fotozeitschrift, wo denn all die Negative abblieben, die von Amateurfotografen überall im Lande gemacht wurden. Er meinte, man müsse diese Bilder, die ein wichtiges kulturhistorisches Erbe seien, besser verwalten, gegebenenfalls durch ein wissenschaftliches Institut.
Im Laufe der Zeit hatte Gustaf Cronquist eine der größten privaten Farbfotosammlungen Europas mit an die 50.000 Bilder. Davon befinden sich heute ca. 5 % im Stockholmer Stadtmuseum. Cronquist war bis ins hohe Alter von 85 Jahren aktiv mit seiner Kamera unterwegs und er hat ein einmaliges Farbfotomaterial hinterlassen, von Anfang 1900 bis 1963.
Er war seit 1908 mit Herta (geborene Kallenberg, 1870–1935) verheiratet, einer Tochter des Kaufmanns J. L. Kallenberg und seit 1962 mit Marie (geborene Erlandsson, * 1905).

## Beispiele

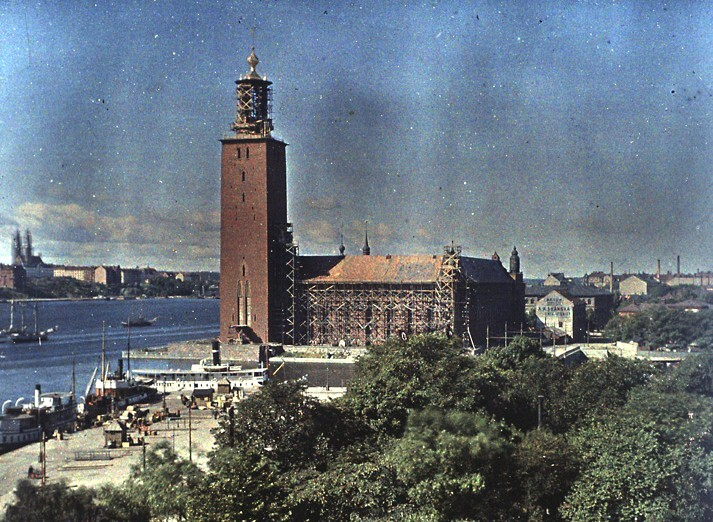
Stockholms stadshus im Bau 1921
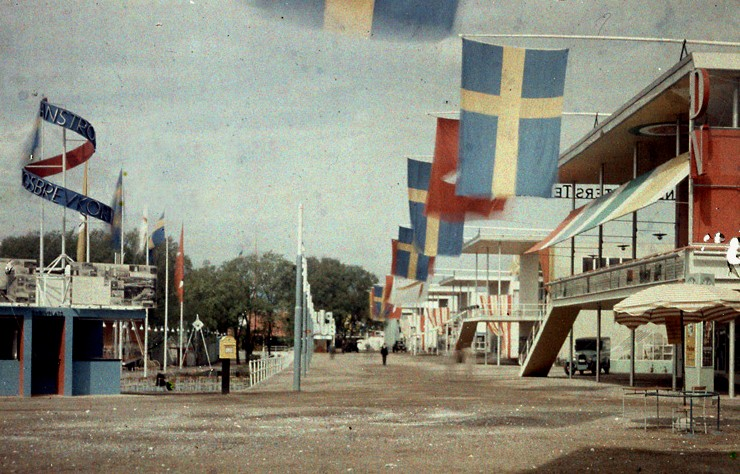
Stockholmsutställningen 1930
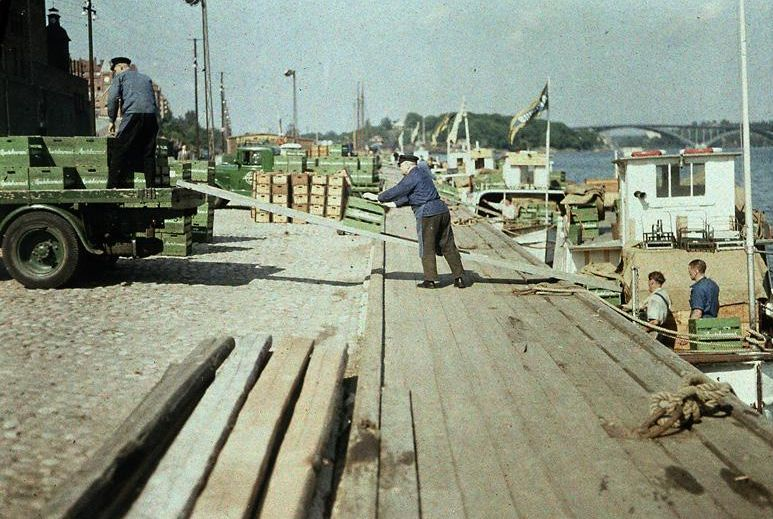
Motiv von Stockholm, 1934
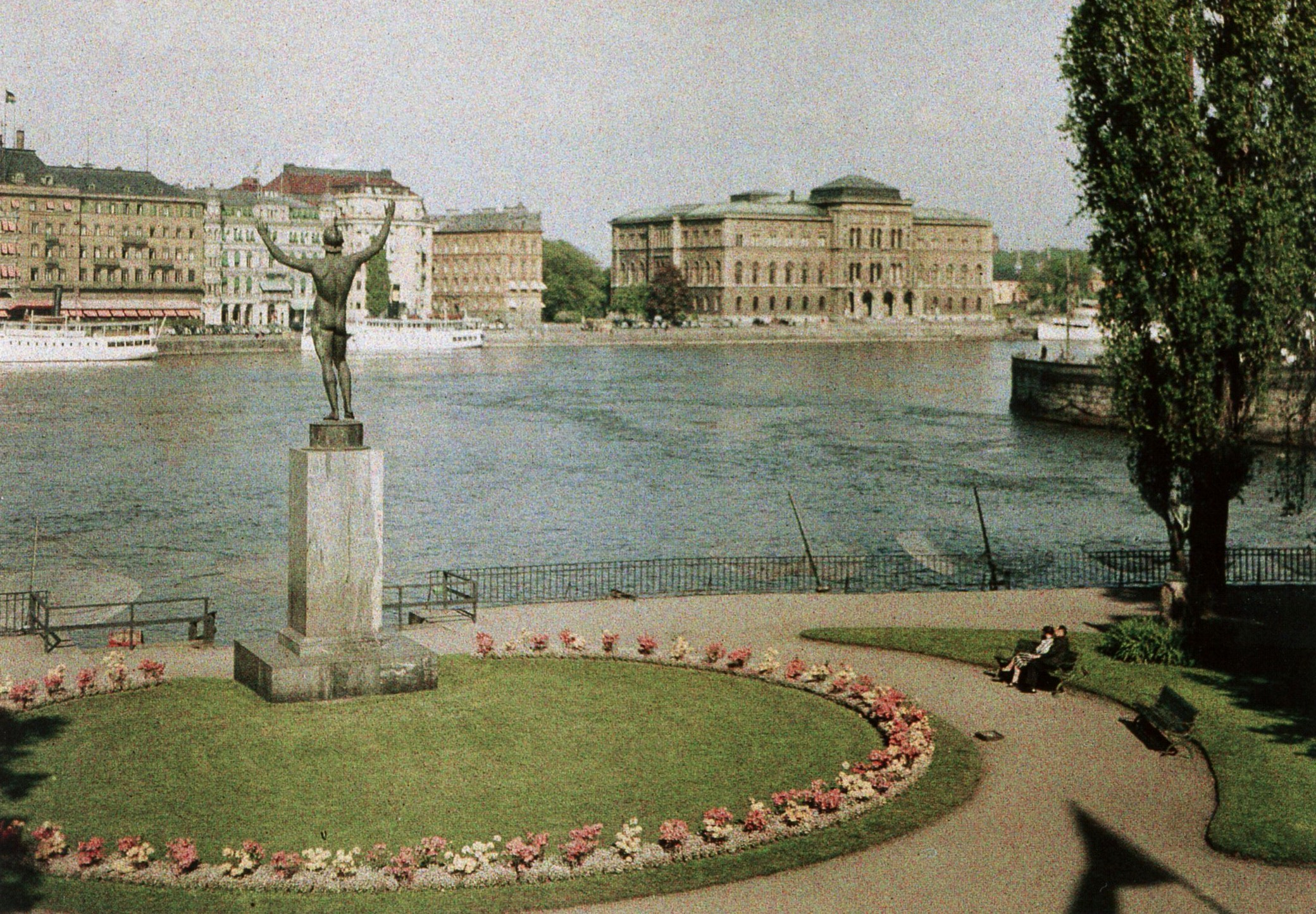
Motiv von Stockholm, 1937
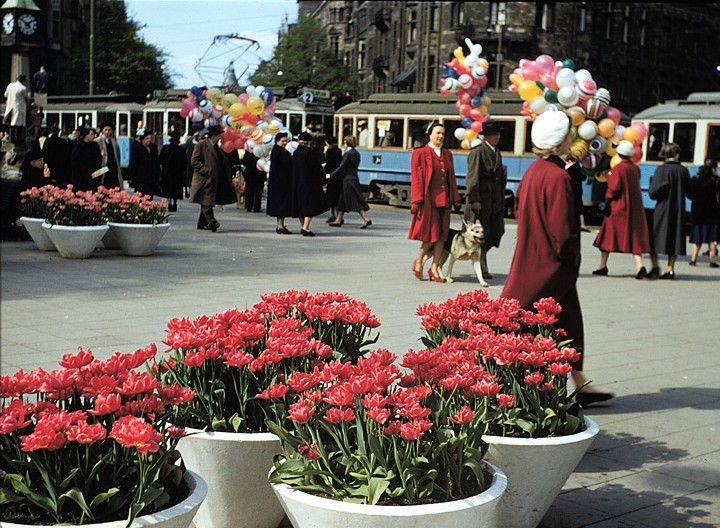
Der Nybroplan in Stockholm 1953